# الصرخة الأخيرة
الصرخة الأخيرة هو فيلم تلفزي مغربي من إخراج محمد نصرات سنة 2013، وبطولة كل من محمد خيي، عز العرب الكغاط، عبد اللطيف شوقي، عبد النبي البنيوي، ربيع القاطي، إيمان الرغاي، نفيسة بنشهيدة، منصور بدري، فاطمة الزهراء لحرش، وآخرون.

## القصة
تدور أحداث الفيلم عن أب يحاول إثبات براءة ابنه الذي اتهم بقتل خطيبته، ومن أجل تحقيق ذلك، تقوده الظروف لاختطاف مفتشين للشرطة ومدع عام، ثم يشرع في البحث عن القاتل الحقيقي لإخراج ابنه من هذه الورطة.

## جوائز
حاز الفيلم على جائزة لجنة التحكيم في إطار فعاليات مهرجان مكناس للفيلم التلفزيوني في نسخة 2014.

## روابط خارجية
- الصرخة الأخيرة على موقع IMDb (الإنجليزية)